# Cuore di Langendorff
Il cuore isolato o cuore di Langendorff è una tecnica in vitro usata in farmacologia e fisiologia che permette di esaminare la contrattilità e la frequenza cardiaca senza le problematiche delle metodiche in vivo.
Il suo artefice è stato Oskar Langendorff.

## Descrizione
Il cuore viene rapidamente rimosso dall'animale insieme ai suoi vasi e viene prontamente perfuso in maniera retrograda con una soluzione ossigenata. La pressione retrograda permette il funzionamento della valvola aortica e la funzione pulsante contrattile del cuore spinge il perfusato attraverso gli osti coronarici garantendo la perfusione miocardica e conseguentemente la vitalità dell'organo per parecchie ore.
Attraverso il perfusato possono essere infusi farmaci cosicché il loro effetto possa essere valutato direttamente e senza le interferenze critiche negli esperimenti in vivo.